# Шпотинська сільська рада
Шпотинська сільська рада — колишній орган місцевого самоврядування у Старобільському районі Луганської області з адміністративним центром у с. Шпотине.

## Загальні відомості
Історична дата утворення: в 1936 році. Водоймища на території, підпорядкованій даній раді: річка Грімуча.

## Населені пункти
Сільській раді підпорядковані населені пункти:
- с. Шпотине
- с. Сенькове
- с. Тецьке

## Склад ради
Рада складається з 12 депутатів та голови.